# Good Pharmacy Practice
Good Pharmacy Practice (God apotekssed, förkortas GPP) är riktlinjer för apotekens kvalitetsarbete och är tänkta att tydliggöra där det finns oklarheter mellan regelverk och praktisk verklighet. GPP riktar sig både till apotekets ägare, det vill säga tillståndsinnehavaren, och all personal som arbetar på apotek. Inom sjukhusfarmaci där även tillverkning kan förekomma gäller även andra riktlinjer, exempelvis GMP, men GPP ska användas när det är tillämpligt.  Det finns en internationell standard för GPP, framtagen av WHO och FIP, den internationella farmaceutfederationen. Den första svenska GPP:n antogs hösten 2011, och uppdaterades igen 2015. Den är en branschgemensam överenskommelse som tagits fram av Sveriges Apoteksförening och Apotekarsocieteten. 

## Svensk GPP
Svensk GPP gäller samtliga yrkesroller som arbetar på apotek, även de som inte är legitimerade. Dokumentet är tänkt att användas som ett komplement till författningar och egenkontrollprogram, som en hjälp för att verklighetsanpassa arbetssätten utan att tappa kvalitet. I större företag kan GPP användas när policy och riktlinjer utarbetas och i den dagliga verksamheten kan GPP kopplas förbättringsarbete exempelvis genom att knyta an till falldiskussioner. 